# Carl Albert Loosli
Carl Albert Loosli né le 5 avril 1877 à Schüpfen et mort le 22 mai 1959 à Bümpliz, est un journaliste et essayiste suisse.

## Biographie
Après avoir terminé ses études, Loosli passe quelques années à Paris comme journaliste avant de s'établir à Bümpliz en 1904. Il publia de nombreux ouvrages, parmi lesquels une biographie en quatre volumes de Ferdinand Hodler ou des poèmes en patois de l'Emmental. Il fut cofondateur et premier président de la Société suisse des écrivains en 1912.

## Publications

### Divers
- Werkausgabe in 7 Bänden, hrsg. von Fredi Lerch und Erwin Marti. Rotpunktverlag, Zürich 2006–2009,  (ISBN 978-3-85869-337-2) (für die komplette Ausgabe)[3]
  - Band 1: Anstaltsleben. Verdingkinder und Jugendrecht, 2006,  (ISBN 978-3-85869-330-3)
  - Band 2: Administrativjustiz. Strafrecht und Strafvollzug, 2007,  (ISBN 978-3-85869-331-0)
  - Band 3: Die Schattmattbauern. Kriminalroman, 2006,  (ISBN 978-3-85869-332-7)
  - Band 4: Gotthelfhandel. Literatur und Literaturpolitik, 2007,  (ISBN 978-3-85869-333-4)
  - Band 5: Bümpliz und die Welt. Demokratie zwischen den Fronten, 2009,  (ISBN 978-3-85869-334-1)
  - Band 6: Judenhetze. Judentum und Antisemitismus, 2008,  (ISBN 978-3-85869-335-8)
  - Band 7: Hodlers Welt. Kunst und Kunstpolitik, 2008,  (ISBN 978-3-85869-336-5)

### Essais
- Über sexuelle Hygiene (unter dem Pseudonym Carl Trebla). Reformverlag, Bern 1903
- Reiseskizzen und Erinnerungen (Carl Trebla). Kommissionsverlag Neukomm & Zimmermann, Bern 1903
- Bümpliz und die Welt. Benteli, Bern-Bümpliz 1906
- Der Narrenspiegel, vorgehalten von C.A.L. Unions-Druckerei, Bern 1908
- Mys Dörfli. Francke, Bern 1909
- Üse Drätti. Francke, Bern 1910
- Mys Ämmitaw. Gedichte. Francke, Bern 1911
- Die Schweizerische Kunsthetze. Beleuchtet und kommentiert. Haller, Bern 1912
- Ist die Schweiz regenerationsbedürftig? Benteli, Bern-Bümpliz 1912
- Satiren und Burlesken. Benteli, Bern-Bümpliz 1913
- Schule und Leben. Separatabzug aus dem „Berner Intelligenzblatt“, Bern 1913
- Unser Steindruck. Hrsg. vom Verein schweizerischer Lithographie-Besitzer (auf die) Schweizerische Landesausstellung in Bern 1914. Fretz, Zürich 1914
- Was der kleine Peterli an der Landesausstellung gesehen hat und wie er es zu Hause seinen Geschwistern erzählt. Kinderführer. Mit Genehmigung der Ausstellungsleitung. Büchler, Bern 1914
- Schweizerische Zukunftspflichten. Selbstverlag, Bümpliz 1915
- Wir Schweizer und unsere Beziehungen zum Ausland. Orell Füssli, Zürich 1917
- Ausländische Einflüsse in der Schweiz. Orell Füssli, Zürich 1917
- Der „Bund“ als Anschwärzer. Polygraphisches Institut, Zürich 1917
- Ferdinand Hodler. Beiträge zur Erkenntnis seiner Persönlichkeit und seines Schaffens. Rascher, Zürich 1918
- Was ich in England sah. Benteli, Bern-Bümpliz 1918
- Admirale der englischen Flotte. Benteli, Bern-Bümpliz 1919
- Wi’s öppe geit! Suter, Bern 1921
- Ferdinand Hodler. Leben, Werk und Nachlass. In vier Bänden bearbeitet und herausgegeben von C. A. Loosli. Suter, Bern 1921–24
- Die trunkenen Demiurgen. Kosmische Satire. Suter, Bern 1922
- Anstaltsleben. Betrachtungen und Gedanken eines ehemaligen Anstaltszöglings. Pestalozzi-Fellenberg-Haus, Bern 1924
- Ich schweige nicht! Erwiderung an Freunde und Gegner auf ihre Äusserungen zu meinem „Anstaltsleben“. Pestalozzi-Fellenberg-Haus, Bern 1925
- Jaldabaot. Kosmisch-epische Dichtung. Pestalozzi-Fellenberg-Haus, Bern 1925
- Sansons Gehilfe und andere Schubladen-Novellen. Pestalozzi-Fellenberg-Haus, Bern 1926
- Die schlimmen Juden! Pestalozzi-Fellenberg-Haus, Bern 1927
- Die Radioseuche! Selbstverlag, Bümpliz 1927
- Erziehen, nicht Erwürgen! Gewissensfragen und Vorschläge zur Reform der Jugenderziehung. Pestalozzi-Fellenberg-Haus, Bern 1928
- Emil Cardinaux. Eine Künstlermonographie. Brunner, Zürich 1928
- Aus meinem Urnenhof.Berthoud, Bern-Bümpliz 1930
- Die Juden und wir, Zürich 1930
- Die Schattmattbauern. Roman, Selbstverlag, Bern-Bümpliz 1932; Rotpunktverlag, Zürich 2011,  (ISBN 978-3-85869-442-3)
- Bau- und Gliederungsgrundsätze für Erziehungs-und Versorgungsanstalten. Benteli, Bern-Bümpliz 1934
- Umschalten oder Gleichschalten? Selbstverlag, Bern-Bümpliz 1934
- Weisheit in Zweizeilern. Feuz, Bern 1934
- Die „Geheimen Gesellschaften“ und die schweizerische Demokratie. Separatabzug aus dem Offiziellen Gutachten des überparteilichen gerichtlichen Experten im Berner Prozess betreffend die „Zionistischen Protokolle“. Selbstverlag, Bern-Bümpliz 1935
- Demokratie und Charakter. Scheuch, Zürich 1937
- Erlebtes und Erlauschtes. Löpfe-Benz, Rorschach 1937
- Schweizerdeutsch. Glossen zur schweizerischen Sprachbewegung. Birkhäuser, Basel 1938
- Aus der Werkstatt Ferdinand Hodlers. Birkhäuser, Basel 1938
- „Administrativjustiz“ und Schweizerische Konzentrationslager. Selbstverlag, Bern-Bümpliz 1939
- Der Gäng-hü Schlosser. Büchergilde Gutenberg, Zürich 1942
- Aus Zeit und Leid. Gedichte. Oprecht, Zürich 1943
- Die Berufslehre der bildenden Künstler und der Schriftsteller. Schriftenreihe des Kantonalen Lehrlingsamtes Bern, J. Kleiner, Bern 1943
- Frank Behrens, Biel 1943
- Ewige Gestalten. Novellen. Büchergilde Gutenberg, Zürich 1946
- Der Mutzlikeller. Erzählungen. Graphia, Zürich 1947
- Ida. Zum Andenken an meine am 14. Okt. 1950 verstorbene Frau Ida Loosli-Schneider. Selbstverlag, Bümpliz 1951
- Psychotherapie und Erziehung. Ein Rückblick auf den Streit um die Arbeitserziehungsanstalt Uitikon. Selbstverlag, Bümpliz 1952
- Alt-Vorsteher Hans Anliker zum 80.Geburtstag am 18. Juli 1953. Selbstverlag, Bümpliz 1953
- Jugendliche Rechtsbrecherinnen. Sonderabdruck aus „Gesundheit und Wohlfahrt“. Orell Füssli, Zürich 1953
- Erinnerungen an Carl Spitteler. Tschudy, St.Gallen 1956
- Carl Albert Loosli, 1877–1959. Nonkonformist und Weltbürger. Eine freie Auswahl aus seinen Schriften von Rudolf Stalder. Mit Hinweisen auf Leben und Werk. Tages-Nachrichten, Münsingen 1972
- Es starb ein Dorf! Büchergilde Gutenberg, Zürich 1975
- Ihr braven Leute nennt euch Demokraten. Schriften zur Politik, Geschichte, Kunst und Kultur, hrsg. v. Erwin Marti. Huber, Frauenfeld und Stuttgart 1980
- Mys Ämmital. Gedichte. Mit CD (vorgetragen von Paul Niederhauser und von C. A. Loosli). Rotpunktverlag, Zürich 2009,  (ISBN 978-3-85869-388-4)
- Loosli für die Jackentasche, hrsg. von Pedro Lenz. Rotpunktverlag, Zürich, 2010,  (ISBN 978-3-85869-426-3)